# Nectarinia alinae
Nectarinia alinae é uma espécie de ave da família Nectariniidae.
Pode ser encontrada nos seguintes países: Burundi, República Democrática do Congo, Ruanda e Uganda.